# Műkorcsolya az 1980. évi téli olimpiai játékokon
Az 1980. évi téli olimpiai játékokon a műkorcsolya versenyszámait Lake Placidben rendezték február 17. és 23. között.

## Éremtáblázat
(A rendező nemzet és Magyarország eltérő háttérszínnel, az egyes számoszlopok legmagasabb értéke vagy értékei vastagítással kiemelve.)
| Az 1980. évi téli olimpiai játékok éremtáblázata műkorcsolyában | Az 1980. évi téli olimpiai játékok éremtáblázata műkorcsolyában | Az 1980. évi téli olimpiai játékok éremtáblázata műkorcsolyában | Az 1980. évi téli olimpiai játékok éremtáblázata műkorcsolyában | Az 1980. évi téli olimpiai játékok éremtáblázata műkorcsolyában | Olimpia  |
| --------------------------------------------------------------- | --------------------------------------------------------------- | --------------------------------------------------------------- | --------------------------------------------------------------- | --------------------------------------------------------------- | -------- |
|                                                                 | Ország                                                          | Arany                                                           | Ezüst                                                           | Bronz                                                           | Összesen |
| 1.                                                              | Szovjetunió (URS)                                               | 2                                                               | 1                                                               | 1                                                               | 4        |
| 2.                                                              | NDK (GDR)                                                       | 1                                                               | 1                                                               | 1                                                               | 3        |
| 3.                                                              | Nagy-Britannia (GBR)                                            | 1                                                               | 0                                                               | 0                                                               | 1        |
|                                                                 |                                                                 |                                                                 |                                                                 |                                                                 |          |
| 4.                                                              | Egyesült Államok (USA)                                          | 0                                                               | 1                                                               | 1                                                               | 2        |
| 5.                                                              | Magyarország (HUN)                                              | 0                                                               | 1                                                               | 0                                                               | 1        |
|                                                                 |                                                                 |                                                                 |                                                                 |                                                                 |          |
| 6.                                                              | NSZK (FRG)                                                      | 0                                                               | 0                                                               | 1                                                               | 1        |
|                                                                 |                                                                 |                                                                 |                                                                 |                                                                 |          |
| Összesen                                                        | Összesen                                                        | 4                                                               | 4                                                               | 4                                                               | 12       |

## Érmesek
| Az 1980. évi téli olimpiai játékok érmesei műkorcsolyában |                                                               |                                                         |                                                         |
| Versenyszám                                               | Arany                                                         | Ezüst                                                   | Bronz                                                   |
| Férfi                                                     | Robin Cousins · Nagy-Britannia (GBR)                          | Jan Hoffmann · NDK (GDR)                                | Charles Tickner · Egyesült Államok (USA)                |
| Női                                                       | Anett Pötzsch · NDK (GDR)                                     | Linda Fratianne · Egyesült Államok (USA)                | Dagmar Lurz · NSZK (FRG)                                |
| Páros                                                     | Szovjetunió (URS) · Irina Rodnyina · Alekszandr Zajcev        | Szovjetunió (URS) · Marina Cserkaszova · Szergej Sahraj | NDK (GDR) · Manuela Mager · Uwe Bewesdorf               |
| Jégtánc                                                   | Szovjetunió (URS) · Natalja Linyicsuk · Gennagyij Karponoszov | Magyarország (HUN) · Regőczy Krisztina · Sallay András  | Szovjetunió (URS) · Irina Moiszejeva · Andrej Minyenkov |